# La profezia di Celestino
La profezia di Celestino è un romanzo di James Redfield del 1993.
Il libro si focalizza su varie idee psicologiche e spirituali spesso considerate come tematiche New Age.

## Tematica
La profezia di Celestino è un racconto che intreccia parabola e avventura per offrire un proprio percorso d'iniziazione. Un antico manoscritto, contenente nove chiavi per interpretare l'esistenza, viene scoperto e diviene oggetto di studi e di ricerche. Il governo e la Chiesa peruviani cercano in tutti i modi di distruggerlo e perseguitano tutti coloro che sono in possesso di alcune sue parti. Un insegnante di storia statunitense si lascia coinvolgere nella ricerca del testo completo, per trovare il quale dovrà affidarsi al flusso delle coincidenze della vita di ogni giorno che, una volta interpretate, portano verso il proprio autentico destino. La ricerca comincia sulle Ande e porta a una scoperta tra le rovine nascoste nella profondità della foresta pluviale. Una volta trovate e comprese tutte e nove le chiavi, si avrà una nuova visione della vita e di come sia possibile salvare il pianeta, le sue creature, la sua bellezza.
Il libro è narrato in prima persona e parla del proprio risveglio spirituale, della sua ricerca attraverso un periodo di transizione della propria vita.

## Successo
Il libro è stato venduto in oltre 20 milioni di copie in tutto il mondo, ed è stato tradotto in 34 lingue. L'edizione in lingua italiana, edita dalla casa editrice Corbaccio, ha avuto cinquanta ristampe vendendo oltre un milione di copie.

## Citazioni
- Il libro viene nominato nel film Santa Maradona nella scena della libreria, venendo definito "un libretto new age del cazzo".
- Il libro appare nel film Mi sdoppio in quattro, nella scena in camera da letto con Tre e Laura.
- Il libro viene più volte citato ne Il privilegio di essere un guru di Lorenzo Licalzi per aver cambiato la vita di Maria, un'amante del protagonista.
- Il libro viene nominato in Una cosa divertente che non farò mai più di David Foster Wallace.
- Il libro viene mostrato nel film Come to Daddy in una scena in cui Elijah Wood lo legge mentre è immerso nella vasca da bagno, ma subito dopo lo lancia via schifato.

## Sequel
Redfield ha pubblicato tre seguiti: La decima Illuminazione e Il segreto di Shambhala, in seguito ripubblicato con il titolo di L'undicesima Illuminazione; il quarto libro La dodicesima Illuminazione è uscito nel 2011. In Italia, i libri sono stati tutti pubblicati dalla Corbaccio.

## Trasposizioni
Un film con il medesimo titolo e basato sul libro, è uscito nelle sale nel 2006.
Oltre all'edizione cartacea l'opera è stata edita da Salani come audiolibro con l'interpretazione di Monica Guerritore.